# Brunonis de bello Saxonico liber
Brunonis de bello Saxonico liber (traducibile in italiano come "Il libro di Bruno della guerra sassone") è uno scritto che porta la versione del partito filo-sassone sulle controversie tra questi ed Enrico IV, redatta da Bruno il Sassone.

## Autore
L'autore era un chierico e apparteneva alla cerchia interna dell'arcivescovo Guarniero di Magdeburgo e dopo la sua morte, si unì alla cerchia interna del vescovo Guarniero di Merseburgo, a cui gli dedicò il suo lavoro. Si è supposto che Bruno sia identificabile con il cancelliere Bruno, menzionato nei due documenti di Ermanno di Salm.

## Contenuto
Dopo un prologo e una panoramica introduttiva, l'opera descrive in 15 capitoli gli anni giovanili di Enrico IV, poi il preludio della rivolta sassone e infine la guerra sassone del 1073 fino all'elevazione di Ermanno di Salm come anti-re il 26 dicembre 1081. Si presume generalmente che Bruno abbia completato la sua opera all'inizio del 1082, poiché una menzione di Ottone di Northeim († 11 gennaio 1083) nell'ultimo capitolo mostra che quest'ultimo era ancora vivo al momento della stesura. Tuttavia, secondo Franz-Josef Schmale, è discutibile che il libro con la sua conclusione ambigua sia stato tramandato ai posteri nella sua forma originale e completa. È certo che Bruno completò la sua opera dopo il 26 dicembre 1081 e deve averla presentata a Guarniero di Merseburgo prima dell'11 o 12 gennaio 1093, il giorno della sua morte.
Nel suo racconto, Bruno vide positivamente ogni cosa fatta dai sassoni e incolpava il re e i suoi aiutanti per qualsiasi ingiustizia, facendo sì che il valore di fonte del libro di Bruno sulla guerra sassone fosse messo in discussione dai ricercatori. Le fonti più importanti per il suo resoconto furono i rapporti orali e, soprattutto, le informazioni dell'arcivescovo Guarniero di Magdeburgo. È possibile che gli Annales di Lamberto di Hersfeld fossero a sua disposizione, poiché il suo lavoro è spesso strettamente legato al loro resoconto. Il libro di Bruno non ha trovato alcuna circolazione al suo tempo ed è stato conservato solo dall'autore delle Gesta archiepiscoporum Magdeburgensium, la cronaca del cosiddetto Annalista Saxo e gli Annali di Nienburg dell'abate Arnoldo del monastero di Berge vicino a Magdeburgo e Nienburg. L'abate Arnoldo incluse quest'opera nella sua interezza nelle sue Gesta scritte nel 1143/44 e nell'Annalista Saxo intorno al 1152.

## Analisi storiografica
Secondo Gerd Althoff, il libro di Bruno era un «atto d'accusa [...] che prende la forma della storiografia». Il suo scopo principale era quello di registrare ed elencare le accuse dei Sassoni nei confronti del re Enrico IV, in quanto l'accusa doveva fornire le prove della necessità di deporre il re. Althoff deriva questa funzione come fonte dal resoconto di Bruno della conversazione tra gli Enriciani e i loro avversari nella foresta di Kaufung nel febbraio 1081. Il discorso fittizio dell'arcivescovo Gebeardo di Salisburgo alla fine del Libro Sassone di Bruno (c. 127) aveva lo scopo di riassumere gli argomenti necessari nel contesto negoziale per la posizione sassone. Wolfgang Eggert ha contraddetto le osservazioni di Althoff sull'uso pragmatico della fonte. Eggert ha evidenziato le diverse prospettive (limitate regionalmente alla sola Sassonia, poi di nuovo a tutto l'impero) e gli elementi formali (linguaggio eccellente, grammatica impeccabile, riproduzione esatta dei fatti) che fanno sembrare discutibile che il libro di Bruno sulla guerra sassone sia esclusivamente materiale argomentativo. Eggert chiede anche perché Bruno avrebbe dovuto prendersi la briga di scrivere un'ampia storiografia quando la forma della polemica sarebbe stata molto più adatta a un "serbatoio di argomenti". Per quanto riguarda l'uso pragmatico, Eggert si riferisce a un assunto già formulato da Wilhelm von Giesebrecht nel 1890. Bruno avrebbe chiarito nel suo libro che non si poteva evitare una valida alternativa alla sfortunata opera di Enrico.

## Edizioni
- Brunos Buch vom Sachsenkrieg (= Monumenta Germaniae Historica. Deutsches Mittelalter. Bd. 2). Neu bearbeitet von Hans-Eberhard Lohmann. Hiersemann, Leipzig 1937 (versione digitale)
- Franz-Josef Schmale, Irene Schmale-Ott (Hrsg.): Quellen zur Geschichte Kaiser Heinrichs IV. Wissenschaftliche Buchgesellschaft, Darmstadt 2006 (= Ausgewählte Quellen zur deutschen Geschichte des Mittelalters Freiherr vom Stein-Gedächtnisausgabe. Band 12). 5. Auflage, unveränderter Nachdruck der 4. Auflage, Darmstadt 2006, ISBN 3-534-19876-X. (enthält das Brunonis de bello Saxonico liber. Brunos Buch vom Sachsenkrieg (S. 191–404))